# Polyschides nedallisoni
Polyschides nedallisoni is een Scaphopodasoort uit de familie van de Gadilidae. De wetenschappelijke naam van de soort is voor het eerst geldig gepubliceerd in 1978 door Emerson.